# Lesosibirsk
Lesosibirsk (in lingua russa Лесосибирск) è una città della Russia nel Kraj di Krasnojarsk. La città sorge sulla riva dell'Enisej, alle coordinate geografiche 58°09′N 92°58′E. Secondo i dati del censimento del 2021, la città conta 55 730 abitanti.
| 1959   | 1970   | 1979   | 1989   | 2002   | 2008   | 2010   |
| ------ | ------ | ------ | ------ | ------ | ------ | ------ |
| 13 800 | 25 000 | 38 600 | 68 300 | 65 400 | 64 215 | 64 023 |